# Academia marquesana
A Academia marquesana é uma instituição cultural, criada pela deliberação n° 2000-19 APF de 27 de Janeiro de 2000 onde se institui a Académie Marquisienne - "Tuhuna ’Eo Enata", criada pela Assembleia da Polinésia Francesa. sendo a sua missão preservar e enriquecer o marquesano.